# Concerto Copenhagen
Concerto Copenhagen est un ensemble danois de musique baroque et classique fondé en 1991 et basé à Copenhague, adepte de l'interprétation historiquement informée, soit l'interprétation sur instruments anciens (ou copies d'instruments anciens).

## Historique
L'ensemble Concerto Copenhagen, également connu sous le nom de CoCo, est fondé en 1991 et devient rapidement l'un des principaux ensembles scandinaves de musique ancienne,.
Son premier chef est Andrew Manze. En 1999, le claveciniste Lars Ulrik Mortensen, qui avait enseigné le clavecin de 1996 à 1999 à l'Université de musique et des arts de Munich, prend la direction de l'ensemble, avec lequel il remporte le prix musical Léonie-Sonning en 2007, « en tant qu'un des plus grands clavecinistes et chefs d'orchestre baroque de notre temps ».
Au fil des années, Concerto Copenhagen collabore avec de nombreux artistes de renommée internationale dans le domaine de la musique ancienne comme Emma Kirkby, Andreas Scholl, Anne Sofie von Otter, Sonia Prina, Vivica Genaux, Andrew Lawrence-King, Reinhard Goebel, Ronald Brautigam et Jordi Savall,,.	
Alfredo Bernardini est le principal chef invité de l'ensemble, et Fredrik From en est le premier violon.
L'ensemble Concerto Copenhagen se produit dans de nombreuses salles de concerts et festivals et effectue des tournées dans de nombreux pays européens, aux États-Unis, au Japon, au Brésil, au Mexique et en Australie,,.
L'orchestre collabore avec le Théâtre Royal du Danemark (Det Kongelike Teater) avec lequel l'orchestre présente habituellement un opéra chaque année, et avec la directrice italienne d'opéra Deda Cristina Colonna,. Il est supporté par le Danish Arts Council et son partenaire dans le monde de l'audiovisuel est DR, l'entreprise de radio-télévision publique danoise.
Entre 2015 et mi-2017, le compositeur danois Karl Aage Rasmussen est compositeur en résidence avec Concerto Copenhagen et accompagne l'orchestre dans une expédition dans le monde de la musique contemporaine,.

## Répertoire
À côté du répertoire baroque traditionnel, Concerto Copenhagen accorde une place importante aux compositeurs danois des époques préclassique, classique et romantique, comme Johann Gottfried Wilhelm Palschau, Johan Ernst Hartmann, Christoph Ernst Friedrich Weyse, Georg Gerson et Niels Wilhelm Gade, ou contemporaine comme Karl Aage Rasmussen et Bo Holten. 
L'ensemble consacre également des enregistrements à des compositeurs allemands établis au Danemark comme Johann Adolf Scheibe et F. L. Æ. Kunzen.

## Discographie
Concerto Copenhagen a réalisé de nombreux enregistrements pour les labels Chandos, Musica Sveciae, cpo, Scan, BIS Records, Dacapo Records, Naxos, Deutsche Grammophon ainsi que des DVD pour Harmonia Mundi et Decca,,, :
- 1993 : Flute Concertos de Johan Joachim Agrell, Johann Adolph Scheibe et Johann Adolf Hasse, sous la direction d'Andrew Manze (Chandos)
- 1993 : Sinfonias de Johann Adolph Scheibe, sous la direction d'Andrew Manze (enregistré en 1993 au Danish Radio Concert Hall de Copenhague et publié en 2003 sur le label Chandos)
- 1994 : Solo Concertos de Johan Agrell, Ferdinand Zellbell The Younger, Heinrich Philip Johnsen (label Musica Sveciae)
- 2002 : Harpsichords Concertos Vol.1 de Johann Sebastian Bach (cpo)
- 2003 : Symphonies Nos.1 & 7 de Christoph Ernst Friedrich Weyse (Scan)
- 2003 : Complete Symphonies de Johann Ernst Hartmann (cpo)
- 2003 : Ronald Brautigam plays Joseph Haydn Concertos (BIS Records)
- 2004 : Symphonies de Georg Gerson et Friedrich Ludwig Aemilius Kunzen (cpo)
- 2005 : Harpsichords Concertos Vol.2 de Johann Sebastian Bach (cpo)
- 2007 : Giulio Cesare de Georg Friedrich Haendel, mise en scène de Francesco Negrin, filmé au Théâtre Royal du Danemark par Thomas Grimm pour DR, l'entreprise de radio-télévision publique danoise (DVD Harmonia Mundi)
- 2007 : Concertos and Solo Works for Harpsichord de Johann Gottfried Wilhelm Palschau et Johann Abraham Peter Schulz (DaCapo Records)
- 2008 : Historia der Geburt Christi SWV 435 de Heinrich Schütz (Dacapo Records)
- 2009 : Partenope de Georg Friedrich Haendel, mise en scène de Francesco Negrin, filmé au Théâtre Royal du Danemark (DVD Decca)
- 2009 : Concerti grossi op.3 de Georg Friedrich Händel (cpo)
- 2010 : soundtrack du film Juan de Kasper Holten
- 2011 : Violin Concertos BWV 1041-1043 & 1060R de Johann Sebastian Bach (cpo)
- 2011 : Mass in B Minor de Johann Sebastian Bach (cpo)
- 2013 : Harpsichords Concertos Vol.3 de Johann Sebastian Bach (cpo), avec Trevor Pinnock
- 2017 : The Brandenburg Concertos de Johann Sebastian Bach (cpo)
- 2017 : Erlkönigs Tochter (The Elf King's Daughter) de Niels Wilhelm Gade (Dacapo Records)
- 2018 : The Four Seasons after Vivaldi de Karl Aage Rasmussen (Dacapo Records)[7]
- 2018 : Gesualdo - Shadows - a modern baroque opera de Bo Holten (DVD, Dacapo Records)
- 2019 : Brockes Passion de Georg Friedrich Händel (cpo)
- 2019 : The Overtures de Johann Sebastian Bach (cpo)
- 2019 : Alone and Together de Karl Aage Rasmussen (Dacapo Records)
- 2020 : Times of Transition, concertos pour violoncelle de Carl Philipp Emanuel Bach et Joseph Haydn (Naxos)
- 2020 : Per la Notte di Natale - Italian Christmas Concertos, Concerti grossi de Corelli, Torelli, Manfredini et Locatelli, concerto pour violon RV270 de Vivaldi (Naxos)